# Alec Orea
Alec Orea , antes conhecido como Alex Corrêa, é um pianista, arranjador, compositor e educador.

Nascido em Maringá, filho de mãe pianista clássica, teve aos cinco anos seu primeiro contato com o piano, mas aos treze decidiu seguir o caminho da música. Aos dezessete anos, Alec iniciou sua graduação na Universidade Estadual de Londrina - Brasil, o que lhe proporcionou um contato significativo com diversos ambientes sonoros, estudos antropológicos e filosóficos e habilidades voltadas ao ensino de música.
Aos 25 anos, Alec mudou-se para São Paulo no Brasil e se concentrou em desenvolver uma linguagem contemporânea na música instrumental. Tal pesquisa resultou no álbum intitulado "Sintoma", gravado em 2010, tendo como colaboradores os músicos: Adauto dias, guitarrista, Nenê, baterista, e Arismar do Espírito Santo, multi-instrumentista. Além de intérprete, também atuou como professor integrando o corpo docente do Souza Lima - Conservatório de Música em São Paulo, Brasil.
A busca por novas sonoridades, estimulou o pianista a expandir sua área de atuação e, em 2013, foi convidado a cursar o programa de mestrado de jazz performance na Holanda no Prins Claus Conservatoire, onde um ano depois foi contemplado com o VNO-NCW Noord Talent Award 2014. O prêmio também rendeu ao compositor o convite de interpretar sua peça intitulada "Soul Brothers", com a Noord Nederland Orkest, Orquestra.
Estar em contato com músicos de diferentes culturas sempre foi foco de sua atenção e realização pessoal. Em 2014, passou um semestre em Nova York a convite do Queens College e desde então, Alec vem dividindo o palco com vários grandes músicos como Alex Sipiagin, Flora Purim, Airto Moreira, Will Vinson, Boris Kozlov, Donald Edwards, Gene Jackson, Raul de Souza, Gabriel Grossi, Christoph Schweizer, entre outros.

## Obra
Em 2017 gravou seu primeiro projeto de piano solo (ao vivo), na Sala Maledeine em Genebra e integrou o quarteto e quinteto Raul de Souza, percorrendo toda a Europa e Brasil.
Em 2018, apresenta seu novo quinteto com duas turnês pela Europa e Índia. Também em colaboração com Christoph Schweizer, Alex Sipigain e Jazz Kombinat Big Band.
Em 2018 mudou-se para a Índia para uma residência docente de seis meses no Berklee Global Music Institute.
Em 2018 foi apresentado no Festival Jazz Kolo em Kiev com Igor Zakus, Maciek Kadziela e Adam Zagorski.
Em 2019 é convidado por Flora Purim para ser Diretor Musical do sexteto Flora Purim e Airto Moreira, fazendo juntos uma significativa turnê por todo o Brasil e Europa.
Em 2018 produziu, arranjou e gravou o último álbum de Raul de Souza chamado “Plenitude”.
Em 2020 gravou seu primeiro álbum chamado Concerto para Piano e Universo – 1º e 2º movimentos, com participação de Alex Sipiagin, Will Vinson, Sidiel Vieira e Rodrigo Digão Braz.
Em 2022 gravou na Alemanha o álbum one2one em Duo, com Christoph Schweizer, lançado em 2024 pela Enja Records.
Em 2023 foi apresentado pela Orquestra de Jazz de Gotemburgo num concerto gravado ao vivo, tocando e regendo os seus próprios arranjos para Big Band.

Alec Orea - Gratitude

Em 2023 lançou pelo selo ARS Magna, seu álbum “Gratitude” gravado em Nova York, com participação de Alex Sipiagin, Boris Kozlov e Donald Edwards e mixado e masterizado por Beto Japa, Técnico de áudio com Grammy Latino 2017.
Em janeiro de 2025 lançou o álbum Concerto para Piano e Universo pelo selo suíço Unit Records, inspirado nas experiências de Alec em diversas culturas ao redor do mundo, desde suas raízes brasileiras até a Europa, Índia e Estados Unidos - daí o nome "Universum". Além disso, Alec traz para seu trabalho as influências de sua formação musical, que começou com a música clássica e depois se expandiu para o campo da improvisação jazzística.

Alec Orea – Concerto para Piano e Universo

O ponto de partida da composição é a ideia de criar um espetáculo que transcenda o padrão de uma "peça de jazz" em que os músicos se concentram na improvisação estilística em vez de um esquema harmônico curto e, em vez disso, encontram uma forma de incorporar uma grande escala. forma para criar elementos composicionais e de improvisação como blocos de construção. Assim, o caráter essencial da performance é o de uma obra clássica em dois movimentos de aproximadamente 33 minutos cada. 
As nuances musicais variam desde seções solo acompanhadas e não aceleradas pelos membros do quinteto até conjuntos escritos expandidos. É esta diversidade textural aliada à muita energia rítmica e à pura musicalidade natural do compositor que faz com que "Concerto para Piano e Universo" se destaque entre os conceitos atuais que fundem música clássica e jazz. 

## Discografia
- 2023 - Gratitude
- 2024 - one2one
- 2025 - Concerto para Piano e Universo